# SN 2003jp
SN 2003jp – supernowa typu Ib/c odkryta 22 października 2003 roku w galaktyce A232603-0859. W momencie odkrycia miała maksymalną jasność 22,90m.